# Infinity (album Devina Townsenda)
Infinity – solowy album studyjny kanadyjskiego muzyka Devina Townsenda. Wydawnictwo ukazało się 2 listopada 1998 roku nakładem wytwórni muzycznej HevyDevy Records. Gościnnie w nagraniach wziął udział m.in. Christian Olde Wolbers, muzyk znany z występów w zespole Fear Factory oraz Chris Valagao wokalista formacji Zimmers Hole. Nagrania były promowane teledyskiem do utworu „Christeen”.

## Lista utworów
Opracowano na podstawie materiału źródłowego.
| Nr  | Tytuł utworu           | Autorzy                          | Długość |
| --- | ---------------------- | -------------------------------- | ------- |
| 1.  | „Truth”                | Devin Townsend                   | 3:58    |
| 2.  | „Christeen”            | Devin Townsend, Ginger Wildheart | 3:42    |
| 3.  | „Bad Devil”            | Devin Townsend                   | 4:52    |
| 4.  | „War”                  | Devin Townsend                   | 6:30    |
| 5.  | „Soul Driven Cadillac” | Devin Townsend                   | 5:14    |
| 6.  | „Ants”                 | Devin Townsend                   | 2:01    |
| 7.  | „Wild Colonial Boy”    | Devin Townsend                   | 3:04    |
| 8.  | „Life Is All Dynamics” | Devin Townsend                   | 5:09    |
| 9.  | „Unity”                | Devin Townsend                   | 6:57    |
| 10. | „Noisy Pink Bubbles”   | Devin Townsend                   | 6:09    |
|     |                        |                                  | 47:36   |

## Twórcy
Opracowano na podstawie materiału źródłowego.
| - Devin Townsend – wokal prowadzący, gitara, gitara basowa, programowanie, produkcja muzyczna, miksowanie, mastering, inżynieria dźwięku - Gene Hoglan – perkusja, instrumenty perkusyjne - Christian Olde Wolbers – kontrabas - Andy Condrington – puzon - Naomi, Tanya Evans, Lara Ulhoff, Brad Jackson, Chris Valagao, Erin Townsend, Lyn Townsend – wokal wspierający |  | - Aaron Mason – zdjęcia - Mille Thorsen – okładka, oprawa graficzna - Matteo Caratozzolo, Jennifer Lewis – edycja cyfrowa - Pete Wonsiak – miksowanie - Greg Reely – mastering |

## Listy sprzedaży
| Lista  | Kraj    | Pozycja |
| ------ | ------- | ------- |
| Oricon | Japonia | 29      |